# Jean d'Arzillières
Jean d'Arzillières est le cinquante-septième évêque de Toul, de 1312 à 1320.

## Biographie
Pour s'accorder les bonnes grâces de la bourgeoisie de Toul, Jean d'Arzillières accorda à la municipalité de Toul la moitié des amendes judiciaires pour la durée de son épiscopat.
Il aurait pu avoir la paix dans son diocèse, mais en 1314 la double élection de Louis IV de Bavière et de Frédéric de Habsbourg à la tête du Saint-Empire sema la discorde dans Toul entre les différents partisans. Jean d'Arzillières prit la résolution de s'éloigner de Toul et se retira à Avignon, près des papes Clément V et Jean XXII où il mourut en 1320.